# Villeneuve FR
| FR ist das Kürzel für den Kanton Freiburg in der Schweiz. Es wird verwendet, um Verwechslungen mit anderen Einträgen des Namens Villeneuve zu vermeiden. |

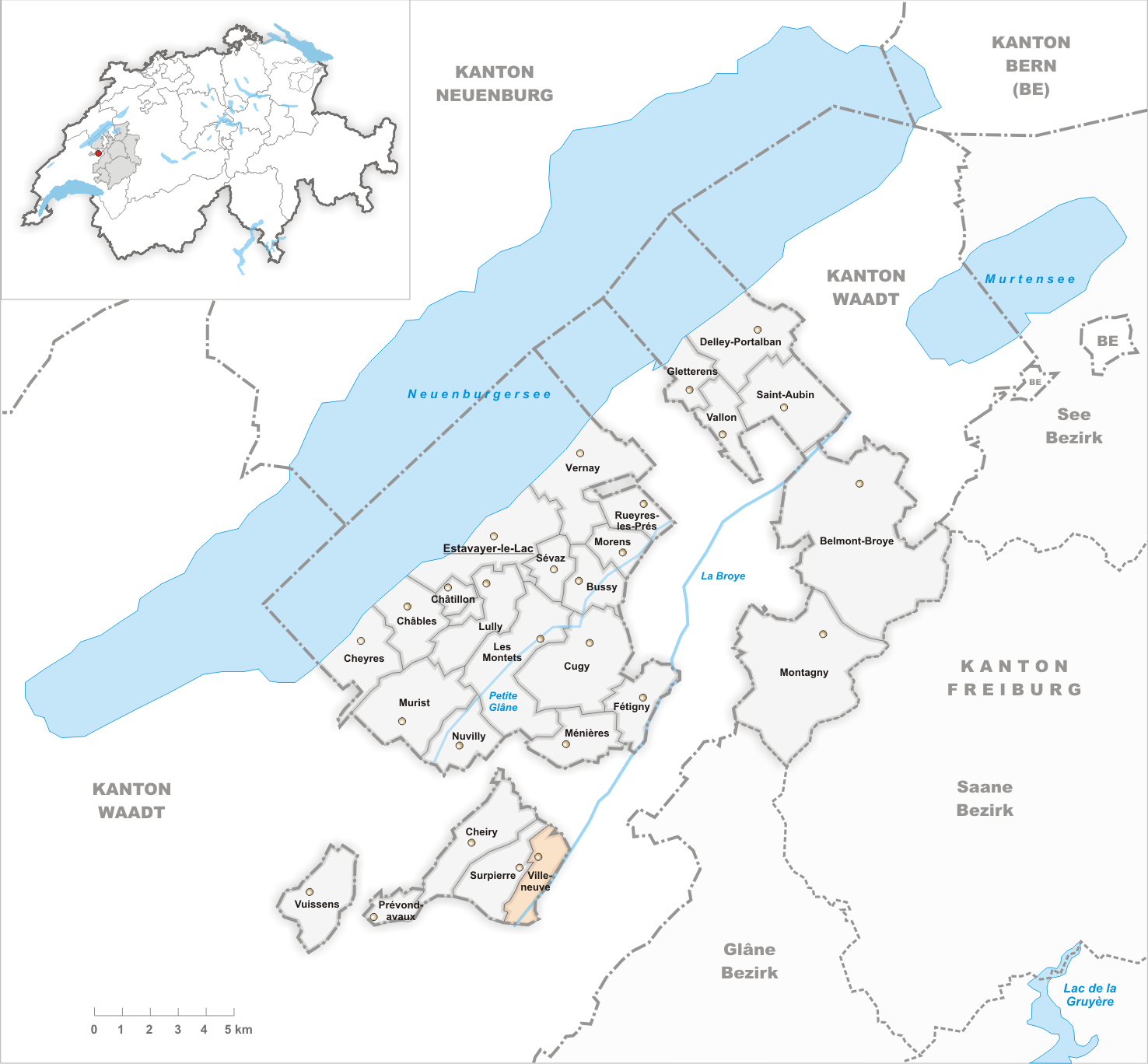
Gemeindestand vor der Fusion am 1. Januar 2017

Villeneuve war bis zum 31. Dezember 2016 eine politische Gemeinde im Distrikt Broye des Kantons Freiburg in der Schweiz. Am 1. Januar 2017 fusionierte sie mit Surpierre.

## Geographie
Villeneuve liegt auf 481 m ü. M., zehn Kilometer südwestlich von Payerne (Luftlinie) in der freiburgischen Exklave Surpierre. Das Strassenzeilendorf erstreckt sich am westlichen Talrand der Broye, am Fuss der angrenzenden, teils von Sandsteinfelsen durchzogenen Molassehöhen, beidseits des Dorfbachs Le Flon von Surpierre, im nordwestlichen Freiburger Mittelland.
Die Fläche des 3,5 km² grossen Gemeindegebiets umfasst einen Abschnitt des mittleren Broyetals. Der kanalisierte Flusslauf der Broye bildet auf weite Strecken die östliche Grenze; ein kleiner Anteil des Gebietes liegt jenseits des Flusses im Bereich der Mündung des Ruisseau de Seigneux. Von der Broye erstreckt sich der Gemeindeboden westwärts über den hier bis zu 1 km breiten flachen Talboden und über den Steilhang Côtes de Baumes bis auf die Kante des darüber liegenden Plateaus von Surpierre. Auf der Höhe Les Vignettes wird mit 650 m ü. M. der höchste Punkt von Villeneuve erreicht. Von der Gemeindefläche entfielen 1997 6 % auf Siedlungen, 34 % auf Wald und Gehölze, 58 % auf Landwirtschaft, und etwas weniger als 2 % war unproduktives Land.
Zu Villeneuve gehören verschiedene Hofsiedlungen und Einzelhöfe. Nachbargemeinden von Villeneuve sind Surpierre im Kanton Freiburg sowie Granges-près-Marnand, Henniez, Seigneux und Lucens im Kanton Waadt.

## Bevölkerung
Mit 374 Einwohnern (Stand 31. Dezember 2015) gehörte Villeneuve zu den kleinen Gemeinden des Kantons Freiburg. Von den Bewohnern sind 91,5 % französischsprachig, 5,8 % deutschsprachig, und 1,2 % sprechen Italienisch (Stand 2000). Die Bevölkerungszahl von Villeneuve belief sich 1900 auf 288 Einwohner. Im Verlauf des 20. Jahrhunderts nahm die Bevölkerung bis 1980 um mehr als 30 % auf 194 Personen ab. Seither wurde wieder ein Bevölkerungswachstum verzeichnet.
Einwohnerzahlen: Volkszählungsdaten

## Wirtschaft
Villeneuve war bis in die zweite Hälfte des 20. Jahrhunderts ein vorwiegend durch die Landwirtschaft geprägtes Dorf. Noch heute haben der Ackerbau, der Obstbau und die Viehzucht einen wichtigen Stellenwert in der Erwerbsstruktur der Bevölkerung. Weitere Arbeitsplätze sind im lokalen Kleingewerbe und im Dienstleistungssektor vorhanden. In den letzten Jahrzehnten hat sich das Dorf auch zu einer Wohngemeinde entwickelt. Viele Erwerbstätige sind deshalb Wegpendler, die hauptsächlich in den grösseren Ortschaften des Broyetals und in Payerne arbeiten.

## Verkehr
Die Gemeinde liegt abseits der grösseren Durchgangsstrassen an einer Verbindungsstrasse von Granges-près-Marnand nach Lucens. Durch einen Postautokurs, der von Montag bis Freitag von Lucens nach Granges-près-Marnand verkehrt, ist Villeneuve an das Netz des öffentlichen Verkehrs angebunden.

## Geschichte

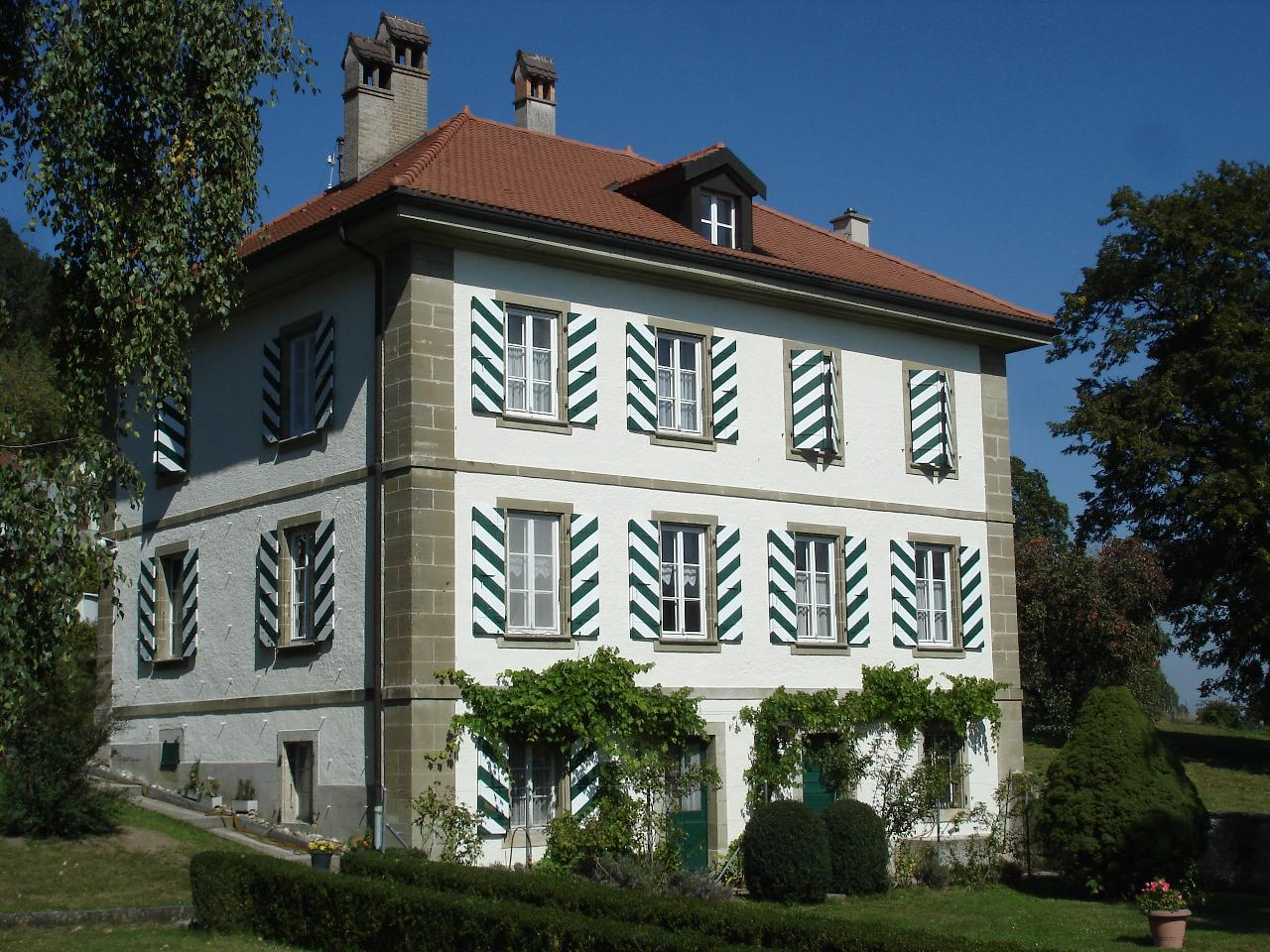
Cure de Lucens VD

Seit dem Mittelalter gehörte Villeneuve zur Herrschaft Surpierre. Das Dorf entwickelte sich am Fuss des Schlosses Surpierre, insbesondere nachdem die Eidgenossen das Städtchen Surpierre während der Burgunderkriege 1475 zerstört hatten. Nachdem Bern das Waadtland erobert hatte, kam das Dorf am 21. Februar 1536 zunächst an Bern und am 1. März 1536 unter die Herrschaft von Freiburg und wurde der Vogtei Surpierre zugeordnet. Nach dem Zusammenbruch des Ancien Régime (1798) gehörte Villeneuve während der Helvetik bis 1803 zum Bezirk Estavayer und danach zum Bezirk Surpierre, bevor es 1848 in den Bezirk Broye eingegliedert wurde.

## Sehenswürdigkeiten
Die Dorfkapelle von Villeneuve stammt von 1740; das Dorf gehört zur Pfarrei Surpierre. Im Ortskern sind einige charakteristische Bauernhäuser des 17. bis 19. Jahrhunderts erhalten.